# Geometria quàntica
En física teòrica, la geometria quàntica és el conjunt de conceptes matemàtics que generalitzen els conceptes de geometria la comprensió dels quals és necessària per descriure els fenòmens físics a escales de distància comparables a la longitud de Planck. A aquestes distàncies, la mecànica quàntica té un efecte profund en els fenòmens físics.

## Gravetat quàntica
Cada teoria de la gravetat quàntica utilitza el terme "geometria quàntica" d'una manera lleugerament diferent. La teoria de cordes, un dels principals candidats per a una teoria quàntica de la gravetat, utilitza el terme geometria quàntica per descriure fenòmens exòtics com ara la dualitat T i altres dualitats geomètriques, la simetria del mirall, les transicions que canvien la topologia, escala de distància mínima possible i altres efectes que desafien la intuïció. Més tècnicament, la geometria quàntica es refereix a la forma d'una varietat d'espai-temps experimentada per D-branes que inclou correccions quàntiques al tensor mètric, com ara els instantons del full de món. Per exemple, el volum quàntic d'un cicle es calcula a partir de la massa d'una brana embolicada en aquest cicle.
En un enfocament alternatiu de la gravetat quàntica anomenat gravetat quàntica de bucle (LQG), la frase "geometria quàntica" sol referir-se al formalisme dins de LQG on els observables que capturen la informació sobre la geometria són ara operadors ben definits en un espai de Hilbert. En particular, certs observables físics, com l'àrea, tenen un espectre discret. També s'ha demostrat que la geometria quàntica del bucle és no commutativa.
És possible (però es considera poc probable) que aquesta comprensió estrictament quantificada de la geometria sigui coherent amb la imatge quàntica de la geometria que sorgeix de la teoria de cordes.
Un altre enfocament, força reeixit, que intenta reconstruir la geometria de l'espai-temps a partir dels "primers principis" és la gravetat quàntica Lorentziana discreta.

## Els estats quàntics com a formes diferencials
Les formes diferencials s'utilitzen per expressar estats quàntics, utilitzant el producte de falca:
{\displaystyle |\psi \rangle =\int \psi (\mathbf {x} ,t)\,|\mathbf {x} ,t\rangle \,\mathrm {d} ^{3}\mathbf {x} }
on és el vector de posició
{\displaystyle \mathbf {x} =(x^{1},x^{2},x^{3})}
l'element de volum diferencial és
{\displaystyle \mathrm {d} ^{3}\mathbf {x} =\mathrm {d} x^{1}\!\wedge \mathrm {d} x^{2}\!\wedge \mathrm {d} x^{3}}i x1, x2, x3
són un conjunt arbitrari de coordenades, els índexs superiors indiquen contravariància, els índexs inferiors indiquen covariància, de manera que explícitament l'estat quàntic en forma diferencial és:
{\displaystyle |\psi \rangle =\int \psi (x^{1},x^{2},x^{3},t)\,|x^{1},x^{2},x^{3},t\rangle \,\mathrm {d} x^{1}\!\wedge \mathrm {d} x^{2}\!\wedge \mathrm {d} x^{3}}
La integral de solapament ve donada per:
{\displaystyle \langle \chi |\psi \rangle =\int \chi ^{*}\psi ~\mathrm {d} ^{3}\mathbf {x} }en forma diferencial això és
{\displaystyle \langle \chi |\psi \rangle =\int \chi ^{*}\psi ~\mathrm {d} x^{1}\!\wedge \mathrm {d} x^{2}\!\wedge \mathrm {d} x^{3}}
La probabilitat de trobar la partícula en alguna regió de l'espai R ve donada per la integral sobre aquesta regió:{\displaystyle \langle \psi |\psi \rangle =\int _{R}\psi ^{*}\psi ~\mathrm {d} x^{1}\!\wedge \mathrm {d} x^{2}\!\wedge \mathrm {d} x^{3}}sempre que la funció d'ona estigui normalitzada. Quan R és tot l'espai de posicions 3d, la integral ha de ser 1 si la partícula existeix.
Les formes diferencials són un enfocament per descriure la geometria de corbes i superfícies d'una manera independent de les coordenades. En mecànica quàntica, les situacions idealitzades es donen en coordenades cartesianes rectangulars, com ara el pou de potencial, partícula en una caixa, oscil·lador harmònic quàntic i aproximacions més realistes en coordenades polars esfèriques com els electrons en àtoms i molècules. Per a generalitat, és útil un formalisme que es pugui utilitzar en qualsevol sistema de coordenades.